# Arbnor Muçolli
Arbnor Fatmir Muçolli (* 15. September 1999 in Fredericia, Dänemark) ist ein albanisch-dänischer Fußballprofi. Der linke Außenstürmer spielt beim IFK Göteborg und ist ein ehemaliger dänischer sowie albanischer Nachwuchsnationalspieler und debütierte im Jahr 2022 in der A-Nationalmannschaft Albaniens. Sein Bruder Agon ist ebenfalls Fußballprofi.

## Karriere

### Verein
Arbnor Muçolli ist in Dänemark geboren und aufgewachsen und begann mit dem Fußballspielen bei Fredericia fF, bevor er in die Jugend von Vejle BK wechselte. Am 17. November 2016 gab er beim 2:1-Sieg im Zweitligaspiel gegen Næstved BK im Alter von 17 Jahren sein Profidebüt. Spielpraxis sammelte Muçolli in dieser Saison hauptsächlich in der Jugend und für die erste Mannschaft kam er zu lediglich drei Einsätzen. In der Saison 2017/18 kam er bis Oktober 2017 regelmäßig zum Einsatz, ehe er nur sporadisch spielte und ansonsten oftmals nicht zum Spieltagskader gehörte. Vejle BK stieg zum Saisonende in die Superligæn auf. Dort kam Arbnor Mucolli in der regulären Saison häufig zum Einsatz – und stand auch dabei in 18 seiner 24 Spielen in der Startelf –, doch in der Abstiegsrunde saß er dann des Öfteren auf der Bank. Vejle BK stieg zum Saisonende wieder aus der Superligæn ab. In der Saison 2019/20 war er dann ab November 2019 als linker oder als offensiver Mittelfeldspieler oder als Außenstürmer (links und rechts) gesetzt und trug mit sieben Toren sowie sechs Vorlagen Mit vier Toren und zwei Vorlagen in der Saison 2020/21 trug Mucolli zum Klassenerhalt der Vejler bei. 2022 stieg er mit Vejle BK wieder aus der Superligæn ab.
Im Sommer 2023 wechselte Muçolli zum IFK Göteborg.

### Nationalmannschaft
Von 2016 bis 2017 lief Arbnor Muçolli in 4 Freundschaftsspielen für die dänische U18-Nationalmannschaft auf. Er war auch für die kosovarischen sowie albanischen Auswahlmannschaften spielberechtigt und im November 2017 entschied er sich, künftig für Albanien zu spielen. Sein Debüt für die albanische U21-Nationalmannschaft gab er am 6. September 2018 bei der 0:3-Niederlage im EM-Qualifikationsspiel gegen Spanien. Für die U21 kam er zu 10 Einsätzen. Beim 2:1-Sieg in Elbasan im EM-Qualifikationsspiel am 15. Oktober 2019 gegen den Kosovo erzielte Mucolli mit dem 2:0 sein einziges Tor.
Am 13. Juni 2022 gab er beim torlosen Unentschieden in einem Freundschaftsspiel in Tirana gegen Estland sein Debüt für die A-Nationalmannschaft der Albaner.